# Linda Thom
Pour les articles homonymes, voir Thom.
Linda Thom, née le 30 décembre 1943 à Hamilton, est une tireuse sportive canadienne.

## Biographie
Aux Jeux olympiques d'été de 1984 à Los Angeles, Linda Thom est sacrée championne olympique de l'épreuve féminine de pistolet à 25 mètres.